# Gyapjasfejű tamarin

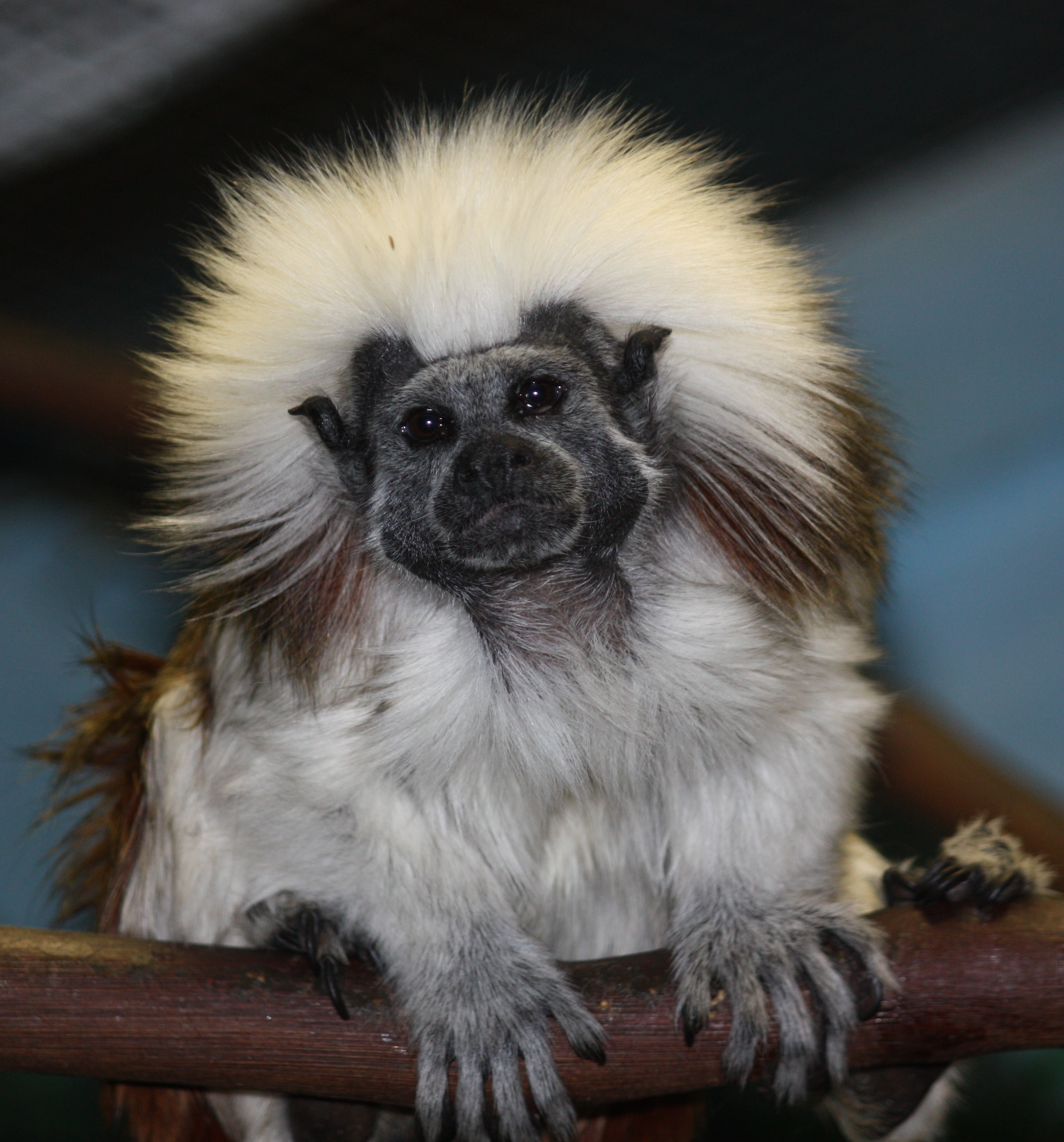
Jellegzetes hófehér hajkoronája van

A gyapjasfejű tamarin vagy más néven Liszt-majmocska (Saguinus oedipus) az emlősök (Mammalia) osztályába a főemlősök (Primates) rendjébe és a csuklyásmajomfélék (Cebidae) családjába tartozó faj. Nevét jellegzetes fehér hajkoronájáról kapta, mely igen emlékeztet a magyar zeneszerző Liszt Ferenc hajkoronájára. Elsősorban német nyelvterületen nevezik Liszt-majmocskának.

## Rendszertana
Legközelebbi rokonai a Geoffroy-tamarin és a fehérlábú tamarin. Ezek a fajok távol élnek a nemzetség többi tagjaitól, amelyek az Amazonas medencéjében fordulnak elő.

## Megjelenése
A gyapjasfejű tamarin a kisebb majmok közé tartozik, mindössze 20–28 cm a hossza, viszont a farka hosszabb, mint a teste. Aprócska testéhez mérten a súlya is mindössze 300-475 gramm. 
Legjellemzőbb bélyege a hosszú, fehér színű hajkoronája, melyről nevét is kapta. Ez a fejéről lehullva egészen a válláig ér. Háta, válla barna színű, hasa és lábai fehérek. Hosszú farkának felső fele barna, alul pedig fekete. Ahogy a többi karmosmajomnak, úgy neki is karmai vannak, csak a nagylábujja visel körmöt.

## Elterjedése
Kizárólag Kolumbia északnyugati részén, egy szűk területen előforduló faj. Erdőkben, a fák lombkoronájában él. Erdő tekintetében nem válogatósak; élhetnek őserdőben vagy száraz erdőben. Kedveli a sűrű aljnövényzetet.

## Életmódja
Nagyon aktív állatok. Néhány órás alvástól eltekintve egész nap tevékenyen mozognak, és idejük nagy részét táplálékszerzéssel, társaikkal való játékkal, vagy épp veszekedéssel töltik. 3-9 tagú csoportokban él, melyek egy domináns, monogám párkapcsolatban élő párból, azok utódaiból és egyéb csoportból származó, még ivaréretlen egyedekből állnak. Egy-egy csoport territóriuma 7-10 hektár között van, amit mirigyváladékkal jelölnek. Ha a behatoló farkát fölemelve megmutatja végbélnyílását és nemi szerveit, akkor a csapat befogadja.
A csoportok az éjszakát a sűrű bozótban vagy egy fa odvában töltik, a nap legnagyobb részében pedig egyik gyümölcstermő fáról vándorolnak a másikra. A karmosmajmok többségéhez hasonlóan főként a magasabb fákon mozog. Kis mérete miatt ki tud mászni a vékonyabb ágakra is. Könnyű testsúlya miatt a vékony ágakon is biztonságosan mozoghat, ahová a rá vadászó ragadozók nem tudják követni.
Rovarokat, pókokat, gyümölcsöt és fanedvet is fogyaszt.

## Szaporodása
A csapatban kizárólag egyetlen domináns pár van és kizárólag ők szaporodnak. Kapcsolatuk monogám jellegű, így a nőstény mindig csak párjával párosodik. A 140 napos vemhesség után általában két kölyköt hoz világra a nőstény. A kicsiket mindig a hím egyed hordozza magával és csak a szoptatási időszakban adja át az anyaállatnak a kölyköket. Később a csapat többi tagja is foglalkozik a kölykökkel. A kicsik két-három hónapig szopnak és 18-24 hónapos korukra lesznek ivarérettek. Várható élettartama 10 év körül van.

## Természetvédelmi helyzete
A Liszt-majmocskák csak egy kis területen élnek, így igen érzékenyek az élőhelyüket érintő problémákkal szemben. Az 1960-as és az 1970-es években ezrével exportálták őket az Egyesült Államokba tudományos kísérletek céljára. Fő veszélyeztető tényezőjük ma az erdőirtás és a hobbiállat célú állatkereskedelem. Élőhelyén három természetvédelmi területet létesítettek, de a faj védettségének nem szereznek mindig érvényt. Az IUCN becslései szerint állománya az utóbbi 18 évben az ötödére esett vissza. A faj teljes egyedszáma 6000, ebből 2000 ivarérett.
Kis elterjedési területe és az emiatti nagyfokú érzékenysége miatt a Természetvédelmi Világszövetség (IUCN) a fajt "veszélyeztetettnek" minősítette. Fogságban tetszetős külleme miatt viszonylag gyakran tartott faj.
Magyarországon több helyen is megtalálható, mint a Fővárosi Állat- és Növénykertben, a Tropicariumban, a Miskolci Állatkertben, a Nyíregyházi Állatparkban, a Szegedi Vadasparkban, a Győri Állatkertben, a Pécsi Állatkertben és a Jászberényi Állatkertben.

## Képek

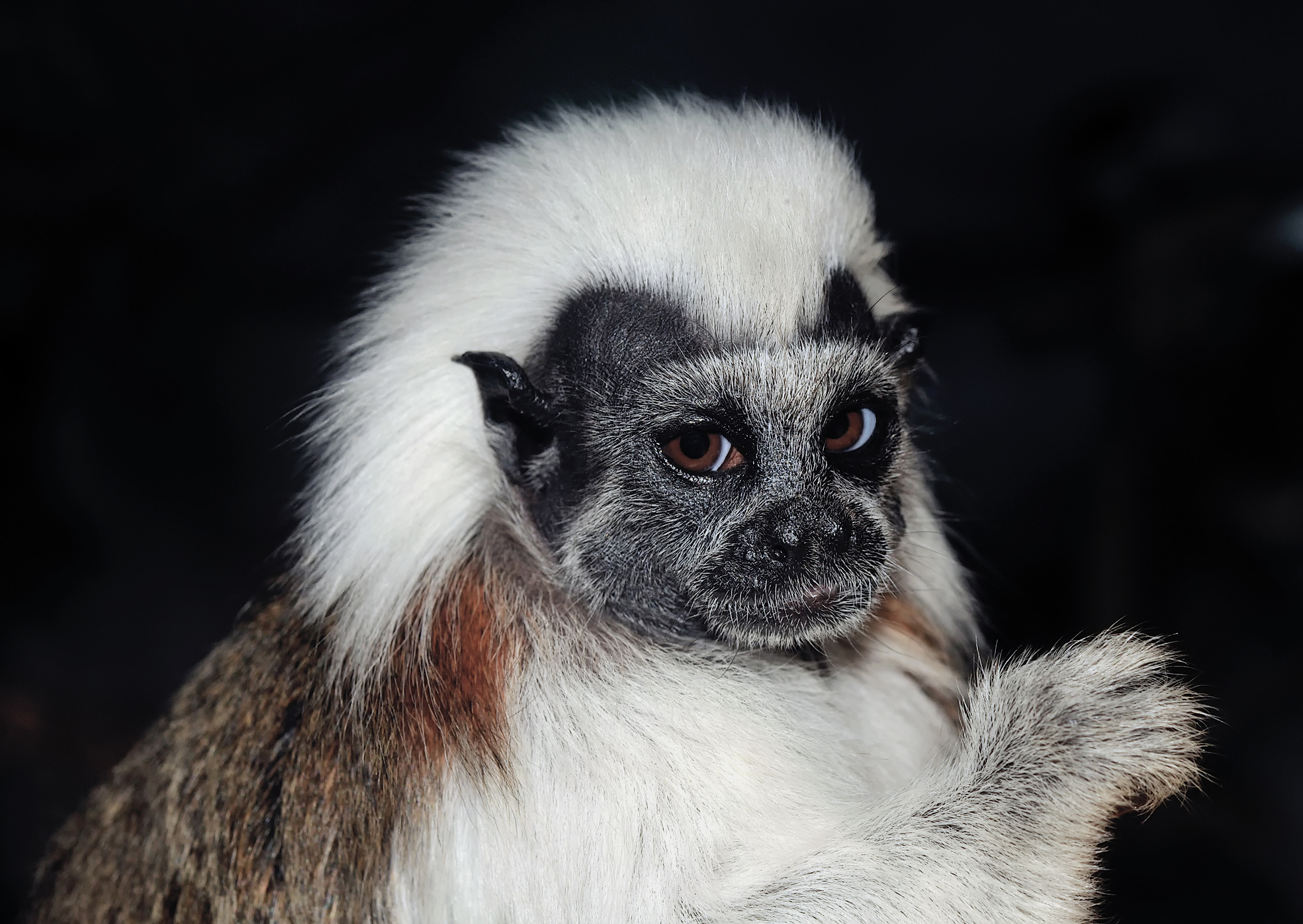
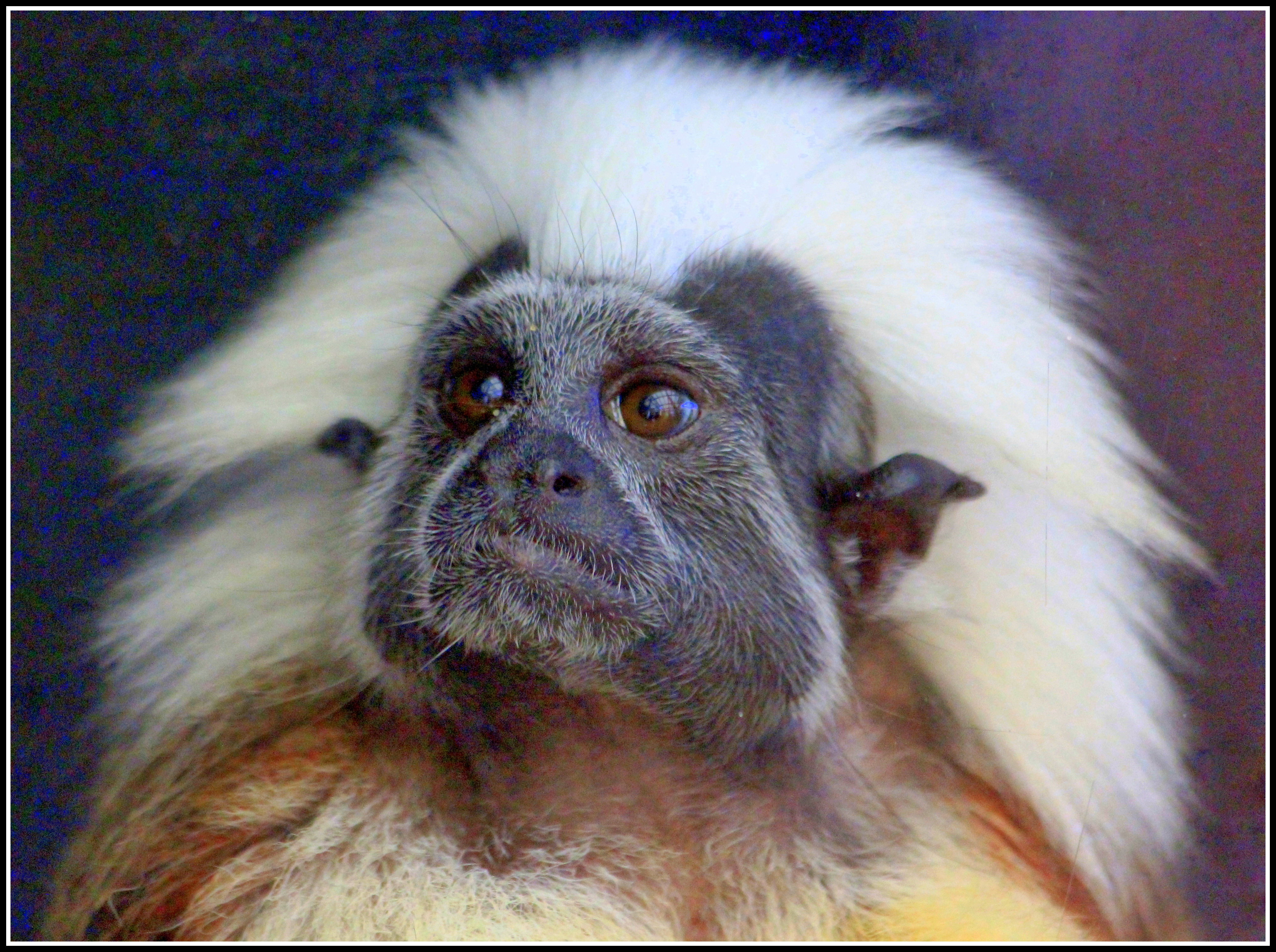
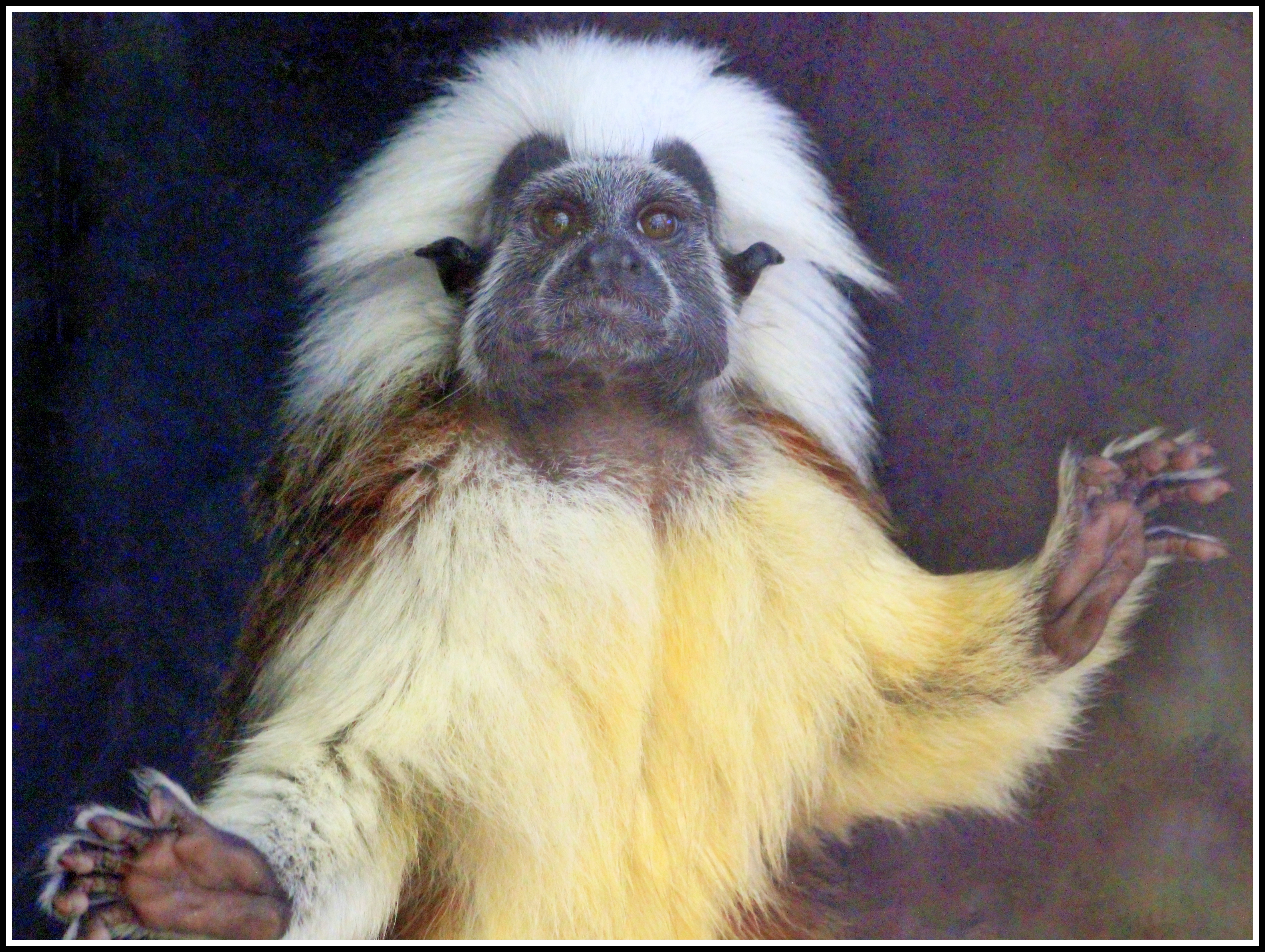
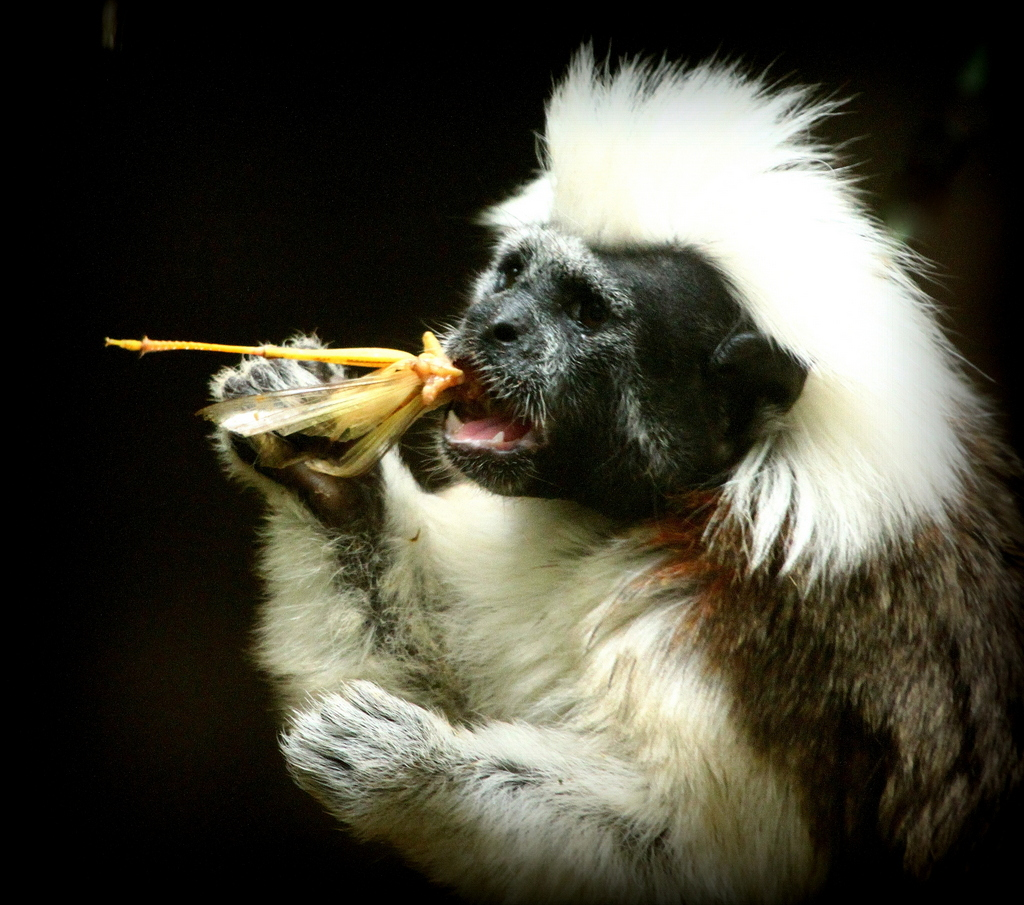